# المركز الوطني للطب البديل والتكميلي
المركز الوطني للطب البديل والتكميلي (بالإنجليزية: NCCAM)‏ منظمة رسمية تعتبر مرجعا أساسيا لكل أنشطة الطب البديل والتكميلي في المملكة العربية السعودية، تهتم بتقنين وتنظيم الطب البديل، وتوثيق وتطوير علومه، وتحديد آليات وضوابط مزاولته، ومنح التراخيص اللازمة لذلك. تأسس المركز عام 2009. يقع مقره بالعاصمة الرياض، وتشرف على أعماله وزارة الصحة السعودية.

## مهام المركز
يضع المركز الأدلة والإجراءات المتعلقة بالطب البديل والتكميلي، ويحدد الأسس والمعايير والشروط والضوابط لمزاولة مهنة الطب البديل، ويصدر التراخيص للمزاولين ويراقب أنشطتهم. ويشارك في تحديد الرسوم التي يحصل عليها الممارسون، طبقا لخبرة الممارس، وتأهيله والخدمة المقدمة، ويعمل على تأهيل المزاولين عبر الدورات وبرامج التعليم المستمر. كما يوثق المركز علوم الطب البديل والتكميلي ويركز على الطب الإسلامي والعربي على وجه الخصوص. ويعمل على تأسيس قاعدة بيانات للطب البديل والتكميلي، ويجري البحوث والمسوحات والدراسات في هذا المجال.

## أعمال المركز
درب المركز عام 2017 أكثر من 500 ممارس صحي، منهم أطباء وأخصائيون وفنيون في تخصصات العلاج الطبيعي والتمريض، والطب البديل والتكميلي، على آليات العلاج بالحجامة، كما رخص لأكثر من 20 مركزا بمناطق السعودية لمزاولة العلاج بالحجامة فيها. وفي عام 2019 ضبط المركز بالتعاون مع وزارة الصحة أكثر من 46 مدعٍ للعلاج بالطب البديل، وأصدر نشرة إلكترونية توعوية حول طرق التعرف على مدعي العلاج بالطب البديل والتكميلي.

## إصدارات المركز
تصدر عن المركز مجلة علمية (مجلة طبت)، وهي متخصصة بالطب البديل والتكميلي، إلى جانب تقارير ونشرات دورية، وكتيبات توعوية.